# White Willow
White Willow (en español: Sauce blanco) es un grupo que surge en Noruega, lanzando su primer disco en 1995 con el nombre de Ignis Fatuus, considerado como uno de los discos más representativos del rock progresivo nórdico.
Su estilo es más bien melancólico y melódico, con gran influencia del folk escandinavo, con inclusiones de flautas y voz femenina.
Su alineación original fue:
- Jan Tariq Rahman (keyboards, recorders, crumhorn, kantele, cítara, bajo de pedales, bajo, voces, equipamiento electrónico especializado)
- Tirill Mohn (violines, guitarra clásica)
- Audun Kjus (flautas, silbidos, pipes, bodhran, voces)
- Sara Trondeal (voces)
- Eldrid Johansen (voces)
- Jacob C. Holm-Lupo (guitarras)
- Alexander Engebretsen (bajos)
- The Drummer (drums and percusión)

## Discografía
- Ignis Fatuus (The Laser's Edge 1995)
- Ex Tenebris (The Laser's Edge 1998)
- Sacrament (The Laser's Edge 2000)
- Storm Season (The Laser's Edge 2004)
- Storm Season (Marquee/Avalon 2004, Japanese edition featuring bonus track "Headlights")
- Signal to Noise (TBR, The Laser's Edge, August 2006)